# セマルハコガメ
セマルハコガメ（背丸箱亀、Cuora flavomarginata）は、爬虫綱カメ目イシガメ科ハコガメ属に分類されるカメ。分布
C. f. flavomarginata　チュウゴクセマルハコガメ
中華人民共和国（安徽省、河南省、江西省、江蘇省、湖南省、湖北省、浙江省、福建省、広西チワン族自治区）、台湾
模式標本の産地（模式産地）は淡水（台湾）。
C. f. evelynae　ヤエヤマセマルハコガメ
日本（石垣島、西表島）固有亜種

## 形態

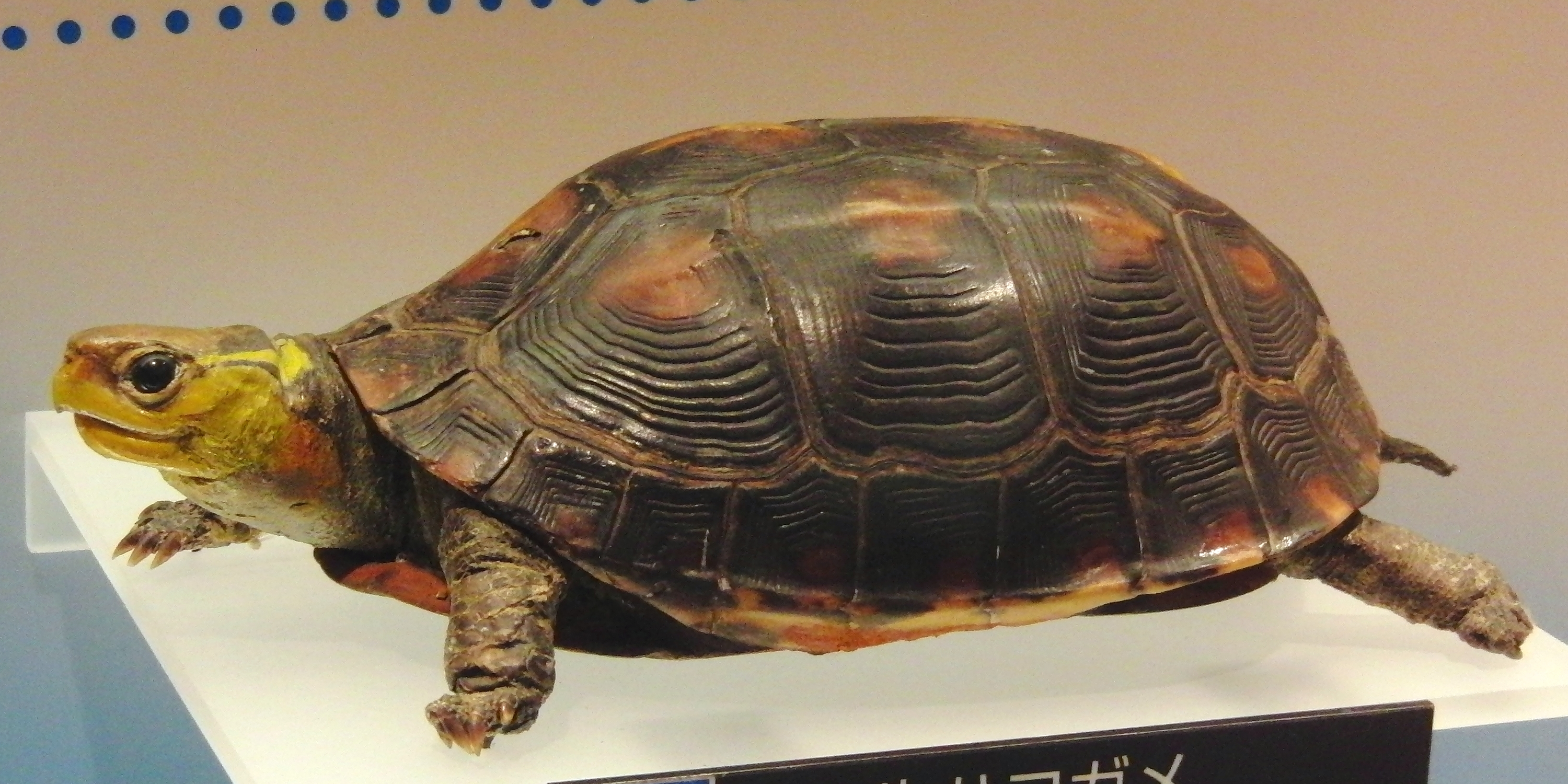
セマルハコガメの剥製。国立科学博物館の展示。

最大甲長19.5センチメートル。背甲はドーム状に盛り上がり、中央部からやや後方で最も甲高が高くさらにその後方で最も幅広い。背甲は上から見ると楕円形や卵形。孵化直後からある甲板（初生甲板）や成長輪は明瞭だが、老齢個体では磨耗し不鮮明になる。項甲板はやや大型で、後方が幅広い楔形や等脚台形。椎甲板には筋状の盛り上がり（キール）が入り、肋甲板にはキールがないかあっても破線状。縁甲板は鋸状に尖らない。背甲の色彩は赤紫色を帯びた暗褐色や黒褐色。初生甲板の周辺は赤や橙色になる個体が多いが、成体では一部のみ明色になる個体もいる。椎甲板のキールの周囲には黄色や橙色の縦縞が入る。縁甲板下部の色彩は黄色や淡黄色。種小名flavomarginataは「黄色い縁のある」の意で、英名（yellow-margined=黄色い縁のある）と同義。
腹甲は大型で、切れこみが入らない。左右の肛甲板の継ぎ目（シーム）が磨耗することが多く、癒合したように見える。蝶番は属内でも発達し、腹甲を折り曲げて背甲との隙間を完全に閉じることができる。腹甲の色彩は黒や黒褐色で、胸甲板や腹甲板の外縁（個体によっては他の甲板も）は淡黄色や黄色。
頭部はやや大型。吻端はあまり突出せず、上顎の先端は鉤状に弱く尖る。頭部の色彩は褐色や暗黄色などと変異が大きい。鼓膜の周辺には楕円形、後頭部側面には楔形の黄褐色や橙色の斑紋が入る。四肢背面の色彩は暗褐色や濃灰色で、腹面の色彩は明褐色。尾は太くて短い。
卵は長径3.5-5.8センチメートル、短径1.6-2.6センチメートルの楕円形で、殻は白く硬い。孵化直後の幼体は甲長3.2-4センチメートル。幼体は背甲が扁平で、後部縁甲板の外縁がわずかに鋸状に尖る。また左右の肛甲板のシームが明瞭。
C. f. flavomarginata　チュウゴクセマルハコガメ
背甲が盛りあがり幅広く、第1椎甲板の横幅が小さい傾向がある。
C. f. evelynae　ヤエヤマセマルハコガメ
背甲が扁平で細長く、第1椎甲板の横幅が大きい傾向がある。

## 分類
ドーム状の背甲や発達した蝶番、頭骨の形態、陸棲傾向が強い事から、本種とモエギハコガメでオカハコガメ属Cistoclemmysを形成する説もあった。分子系統学的解析から本種とモエギハコガメが単系統群ではないことが判明したため、オカハコガメ属を認めない説が有力。ミトコンドリアDNAの分子系統学的解析から、ユンナンハコガメと単系統群を形成するという説もある。
中華人民共和国の大陸部個体群を亜種C. f. sinensisとして分割する説もあるが、台湾の個体群との間に明瞭な差異がないため分割を無効とする説が有力。
- Cuora flavomarginata evelynae　Ernst & Lovich, 1990　ヤエヤマセマルハコガメ　Yaeyama yellow-margined box turtle
- Cuora flavomarginata flavomarginata　(Gray, 1863)　チュウゴクセマルハコガメ　Chinese yellow-margined box turtle

## 生態
中華人民共和国では標高800-950メートル、日本では標高400メートル以下にある広葉樹林やその周辺に生息し、森林内を流れる河川の周辺や沼沢地、湿原などの湿度の高い環境を好む。広葉樹林の周辺にある茂みや農耕地で採食や産卵を行うこともある。陸棲で夏季に水場の周辺に集まったり浅い水場に漬かることもあるが、潜水することはまれ。
食性は雑食で、昆虫、クモ、陸棲の貝類、ミミズ、動物の死骸、果物などを食べる。車によって轢死した動物の死骸や、牛糞に集まった昆虫を食べることもある。
繁殖形態は卵生。6-9月に1回に2-6個以上の卵を数回に分けて産むと考えられている。飼育下では3回に分けて産んだ例がある。卵は主に3か月以内（30℃の環境下で68-72日、28℃の環境下で最長101日）に孵化する。発生時の温度が一定の温度より高いとメスになる確率が高くなる（温度依存性決定）。

## 人間との関係
中華人民共和国では食料や薬用とされる。
開発による生息地の破壊、道路脇の側溝による生息地の分断および滑落死、交通事故、食用や薬用、ペット用、剥製用の乱獲（日本国内でも天然記念物指定以降も密猟された可能性が高い）などにより個体数が激減している。生息地では保護の対象とされ、日本では亜種ヤエヤマセマルハコガメ（指定当時はセマルハコガメの日本個体群）が1972年に国の天然記念物に指定されている。
一方で本来は分布していない沖縄島、黒島、波照間島などで本種の発見例があり、特に沖縄島では発見例が多く定着している可能性が高いとされる。沖縄島では本種とリュウキュウヤマガメの属間雑種が発見され、遺伝的汚染が懸念されている。
- C. f. evelynae　ヤエヤマセマルハコガメ

絶滅危惧II類 (VU)（環境省レッドリスト）
ペットとして飼育されることもあり、日本にも輸入されている。1980年代までは台湾産、1970年代以降は中華人民共和国産の野生個体が流通していた。生息数の減少に伴い1980年代に台湾からの輸出は停止、中華人民共和国産の個体も1990年代後期には流通量が減少した。さらに2000年にハコガメ属が属単位でワシントン条約附属書IIに掲載されたため、流通量が減少した。主に飼育下繁殖個体が流通する。テラリウムで飼育される。大型種ではないものの活発でケージ内をよく汚すため、飼育にあたっては大型のケージが必要になる。性質が荒く、他個体に噛みついたり弱った個体を捕食することもあるため基本的に単独で飼育する。餌が偏ると成長不良を起こすこともあるため、様々な餌をバランスよく与えるようにする。

## 画像

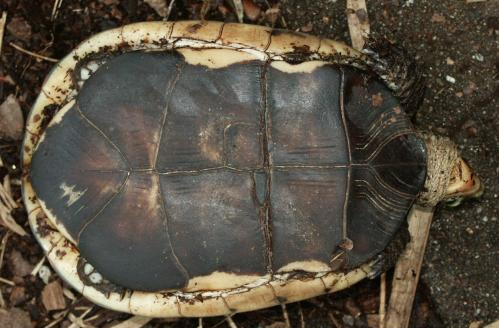
腹甲
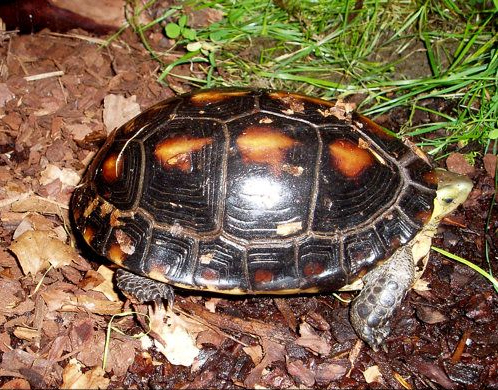
亜種ヤエヤマセマルハコガメ C. f. evelynae